# Джоя дел Коле
Джо̀я дел Ко̀ле (на италиански: Gioia del Colle, на местен диалект Scioie, Шойе) е град и община в Южна Италия, провинция Бари, регион Пулия. Разположен е на 360 m надморска височина. Населението на общината е 28 100 души (към 2010 г.).